# Campionatul Mondial de Scrimă din 1994
Campionatul Mondial de Scrimă din 1994 s-a desfășurat în iulie la Atena în Grecia. 644 de scrimerii din 63 țări au participat.

## Rezultate

### Masculin
| Probă                 | Aur                                                                           | Argint                                                                | Bronz                                                                 |
| Spadă la individual   | Pavel Kolobkov (RUS)                                                          | Olivier Jaquet (SUI)                                                  | Arnd Schmitt (GER) · Jean-Michel Henry (FRA)                          |
| Spadă pe echipe       | Franța Jean-Michel Henry Robert Leroux Éric Srecki Hervé Faget                | Germania Arnd Schmitt Elmar Borrmann Michael Flegler Mariusz Strzalka | Coreea de Sud Lee Sang-yup Lee Sang-ki Yoon Won-jin Ku Kyo-dong       |
| Floretă la individual | Rolando Tucker (CUB)                                                          | Alessandro Puccini (ITA)                                              | Oscar García (CUB) · Thorsten Weidner (GER)                           |
| Floretă pe echipe     | Italia Alessandro Puccini Andrea Borella Stefano Cerioni Marco Arpino         | Germania Thorsten Weidner Alexander Köch Udo Wagner Uwe Roemer        | China Ye Chong Dong Zhaozhi Wang Lihong Wang Haibin                   |
| Sabie la individual   | Felix Becker (GER)                                                            | Stanislav Pozdniakov (RUS)                                            | Bence Szabó (HUN) · Grigori Kirienko (RUS)                            |
| Sabie pe echipe       | Rusia Stanislav Pozdniakov Grigori Kirienko Aleksei Ermolaev Aleksandr Șirșov | Ungaria Bence Szabó Csaba Köves József Navarrete György Boros         | România · Vilmoș Szabo · Daniel Grigore · Alin Lupeică · Dan Găureanu |

### Feminin
| Probă                 | Aur                                                                       | Argint                                                                          | Bronz                                                                              |
| Spadă la individual   | Laura Chiesa (ITA)                                                        | Katja Nass (GER)                                                                | Corinna Panzeri (ITA) · Minna Lehtola (FIN)                                        |
| Spadă pe echipe       | Spania Taymi Chappe Carmen Ruiz Hervias Cristiana Vargas Rosa Castillejo  | Ungaria Hajnalka Kiraly Gyöngyi Szalay Mariann Horváth Adrienn Hormay           | Polonia Dominika Butkiewicz Dorota Slominska Magdalena Jeziorowska Joanna Jakimiuk |
| Floretă la individual | Reka Szabo (ROU)                                                          | Giovanna Trillini (ITA)                                                         | Francesca Bortolozzi (ITA) · Laurence Modaine (FRA)                                |
| Floretă pe echipe     | România · Reka Szabo · Laura Badea · Claudia Grigorescu · Elisabeta Tufan | Italia Valentina Vezzali Francesca Bortolozzi Diana Bianchedi Giovanna Trillini | Ungaria Gabriella Lantos Aida Mohamed Zsuzsa Jánosi Ildikó Mincza                  |

## Clasament pe medalii
| Loc | Țară          | Aur | Argint | Bronz | Total |
| --- | ------------- | --- | ------ | ----- | ----- |
| 1   | Italia        | 2   | 3      | 2     | 7     |
| 2   | Rusia         | 2   | 1      | 1     | 4     |
| 3   | România       | 2   | 0      | 1     | 3     |
| 4   | Germania      | 1   | 3      | 2     | 6     |
| 5   | Franța        | 1   | 0      | 2     | 4     |
| 6   | Cuba          | 1   | 0      | 1     | 2     |
| 7   | Spania        | 1   | 0      | 0     | 1     |
| 8   | Ungaria       | 0   | 2      | 2     | 4     |
| 9   | Elveția       | 0   | 1      | 0     | 1     |
| 10  | China         | 0   | 0      | 1     | 1     |
| 10  | Finlanda      | 0   | 0      | 1     | 1     |
| 10  | Coreea de Sud | 0   | 0      | 1     | 1     |
| 10  | Polonia       | 0   | 0      | 1     | 1     |